# Placidiopsis hypothallina
Placidiopsis hypothallina är en lavart som beskrevs av Aptroot. Placidiopsis hypothallina ingår i släktet Placidiopsis och familjen Verrucariaceae.   Inga underarter finns listade i Catalogue of Life.